# Lysgård Sogn
Lysgård Sogn er et sogn i Viborg Domprovsti (Viborg Stift).
I 1800-tallet var Lysgård Sogn anneks til Thorning Sogn. Begge sogne hørte til Lysgård Herred i Viborg Amt. Trods annekteringen var de to selvstændige sognekommuner. Lysgård kom med i Ravnsbjerg Samlingskommune (1966-1970), som ved kommunalreformen i 1970 blev indlemmet i Viborg Kommune. Thorning blev ved kommunalreformen indlemmet i Kjellerup Kommune, som ved strukturreformen i 2007 indgik i Silkeborg Kommune. 
I Lysgård Sogn ligger Lysgård Kirke.
I sognet findes følgende autoriserede stednavne:
- Bisballe (bebyggelse)
- Katballe (bebyggelse, ejerlav)
- Knækkeborg (bebyggelse, ejerlav)
- Lysgård (bebyggelse, ejerlav)
- Lysgård Mark (bebyggelse)
- Over Testrup (bebyggelse)
- Sjørup (bebyggelse, ejerlav)
- Skelhøje (bebyggelse)